# الحفیره، هائل
ال هفیراه، هائل یک منطقهٔ مسکونی در عربستان سعودی است که در استان حائل واقع شده‌است.